# ポンライ島
ポンライ島（ポンライとう、英: Penglai Insula）は、土星の衛星タイタンのクラーケン海のほぼ中央部に位置する島。
直径約94キロメートル、名前は中国神話の仙人の島蓬萊島に由来する。